# Concòrdia (Pakistan)

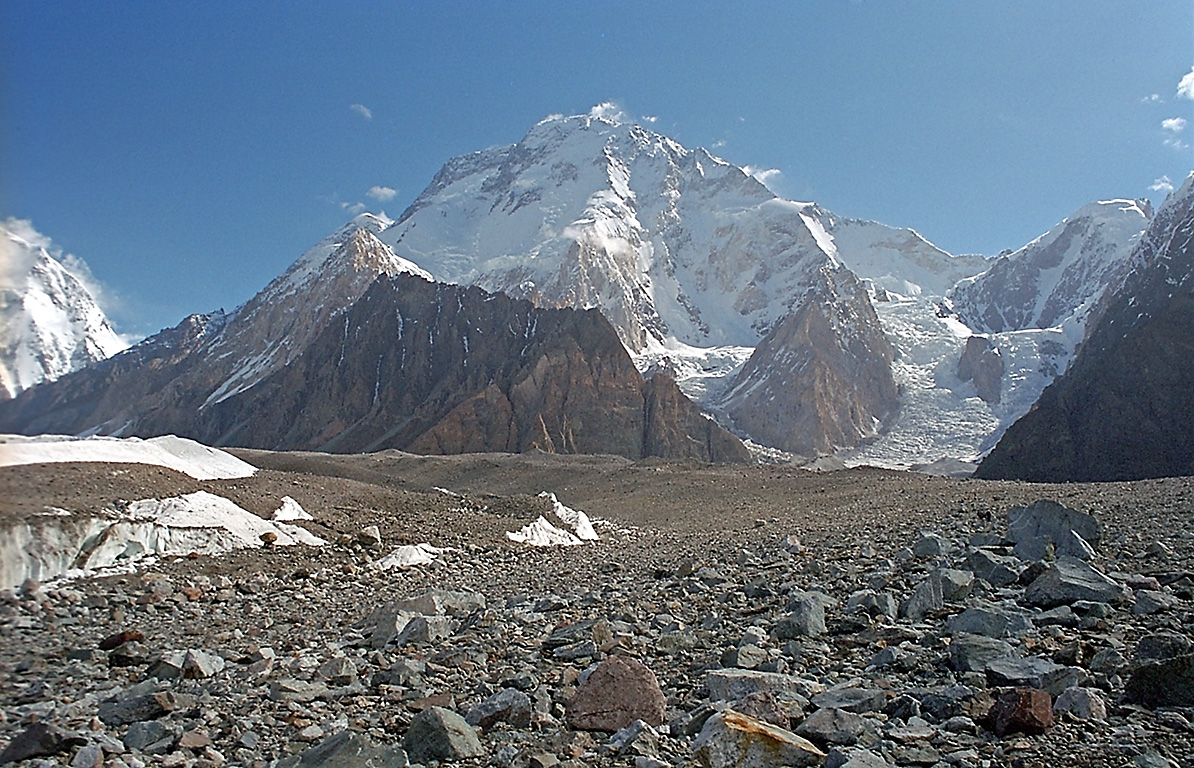
El Broad Peak (8.047m) des de Concòrdia

Concòrdia és el nom de la confluència de la Glacera de Baltoro amb la Glacera de Godwin-Austen, al cor de la serralada del Karakoram. Es troba a la regió del Baltistan, als Territoris del Nord del Pakistan. El nom li fou donat per exploradors europeus per la semblança del lloc amb la confluència de dues glaceres als Alps Bernesos, subserralada dels Alps.
El 1890 Robert Lerco va ser la primera persona en informar que havia arribat a Concordia. El 1892 ho va fer William Martin Conway.
Al voltant d'aquest punt es troben alguns dels pics més alts del món, destacant el K2, segona muntanya més alta de la Terra. Quatre dels 14 vuit mils del món es troben a la regió, així com molts altres pics d'importància.
Concòrdia és el millor lloc d'acampada pels muntanyencs que fan senderisme per la zona. Ofereix la possibilitat de caminar fins al camp base de diversos pics: K2 (3 hores), Broad Peak (dues hores) i Gasherbrum (tres hores). La ruta habitual de senderisme per arribar a Concòrdia parteix de Skardu i es pot tornar pel mateix camí o bé pel pas Gondongoro (5.450 metres).

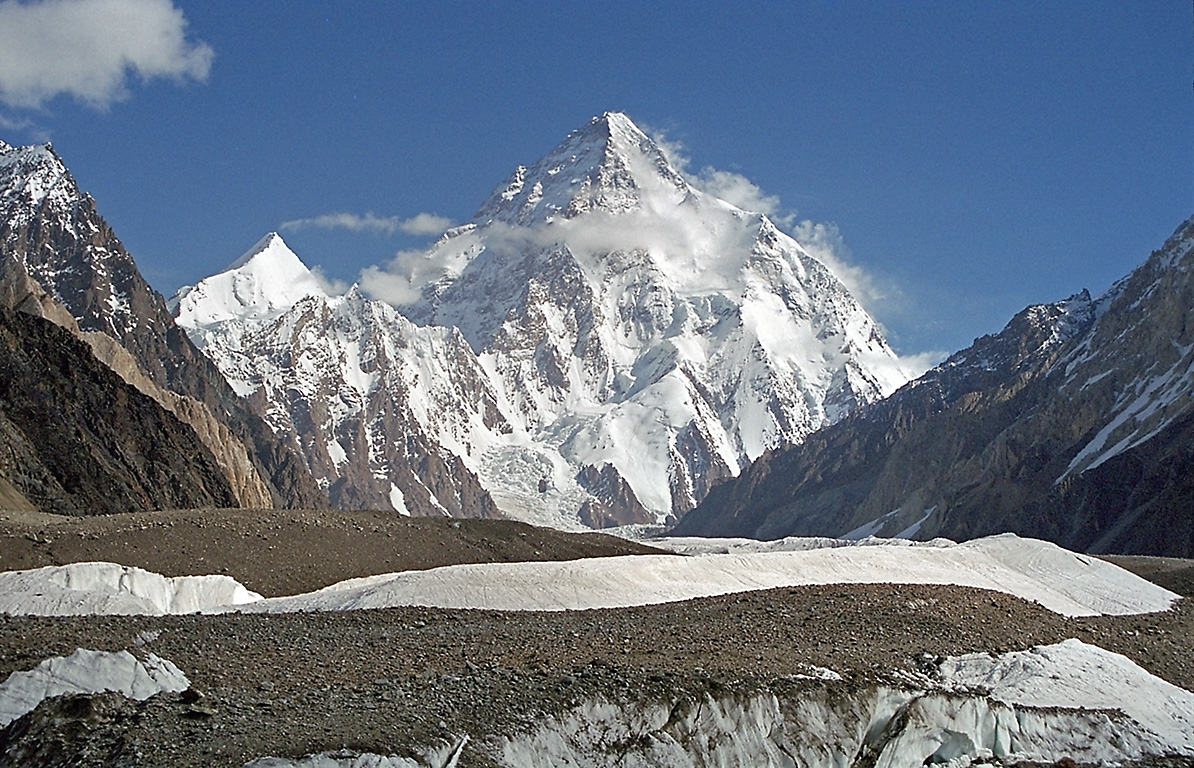
El K2, des de Concordia

## Cims importants de la zona
- K2. 2n cim més alt de la Terra amb 8.611m
- Gasherbrum I. 11è cim més alt de la Terra amb 8.080m
- Broad Peak. 12è cim més alt de la Terra amb 8.047m
- Gasherbrum II. 13è cim més alt de la Terra amb 8.035m
- Gasherbrum III. 15è cim més alt de la Terra amb 7.952m
- Gasherbrum IV. 17è cim més alt de la Terra amb 7.925m
- Masherbrum (K1). 22è cim més alt de la Terra amb t 7.821m
- Chogolisa. 36è cim més alt de la Terra amb 7.665m
- Muztagh Tower. 7.273m
- Snow Dome. 7.160m
- Biarchedi. 6.781 m
- Pic Mitre. 6.010m